# Encentrum semiplicatum
Encentrum semiplicatum är en hjuldjursart som beskrevs av Wulfert 1936. Encentrum semiplicatum ingår i släktet Encentrum och familjen Dicranophoridae. Inga underarter finns listade i Catalogue of Life.